# Lac Floreasca
Le Lacul Floreasca est un lac artificiel de Bucarest (secteur 1), d'une surface de 70 ha, une longueur de 3 km, une largeur entre 100 et 800 mètres et une profondeur de 1 à 5 m pour une volume de 1.600,000 m3 et un débit de 2,5 m/s.
Le lac a été aménagé en 1936, à partir de la Colentina, en amont du Lac Herăstrău, qui est relié à une écluse, et en aval au Lac Tei.
La surface du lac est divisée en deux, pour les détenteurs d'un droit de pêche :
- Lacul Floreasca 1, qui commence au niveau du pont de la Calea Floreasca et se termine la barrière de protection piscicole située dans la zone du domaine sportif Năstase.
- Lacul Floresca 2, qui commence au niveau de la barrière de protection piscicole située dans la zone du domaine sportif Năstase et se termine au pont Herăstrău, comprenant le "bassin" de la zone de l'écluse avec le Lac Herăstrău.

Actuellement, les 8 bassins de natation qui existaient sur les berges du lac sont abandonnées, comme pour la plupart des lacs issus de la Colentina.

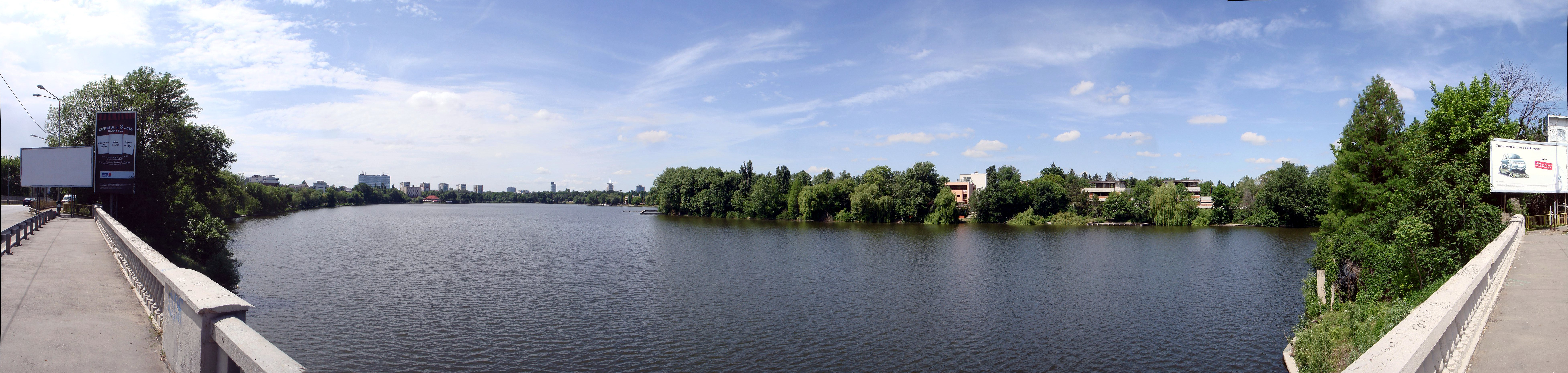
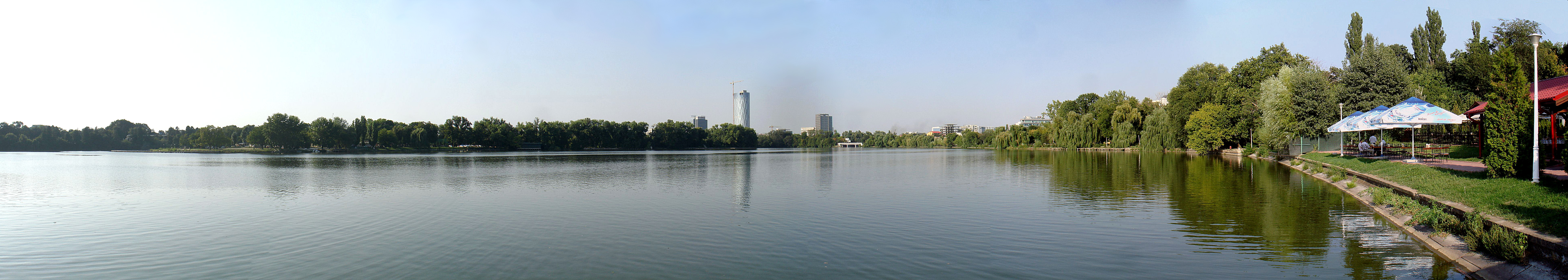